# Kertész Tamás (operaénekes)
Kertész Tamás (Nagykanizsa, 1949. augusztus 14. – Debrecen, 2006. augusztus 19.) magánénekes, a debreceni Csokonai Nemzeti Színház örökös tagja.

## Tanulmányai
Zenei tanulmányait 1959–1963 között a Budapest XI. kerületi zeneiskola zongora szakán kezdte. Középiskolai tanulmányait a József Attila Gimnáziumban végezte, és Sass József, Sass Sylvia operaénekes édesapja irányítása mellett már komolyabb énekesi feladatokat is kapott. 1968-tól tanult a Zeneakadémián, ahol Réti József volt a mestere. Operaénekesi és magánének tanári diplomáját 1974-ben szerezte meg.

## Pályafutása
1974–1981 között a Magyar Állami Operaház tagja volt. 1977–1981 között a Szentendrei Zeneiskola magánénektanára. 1981–2003 között a debreceni Kodály Zoltán Zeneművészeti Szakközépiskola tanszékvezető magánénektanára. 1981–2003 között a Csokonai Nemzeti Színház tagja volt, ahol 2000-ben örökös taggá választották. 1983–1989 között az Ady Endre Gimnázium drámatagozatának vezető énektanára. 1984–1990 között a Debreceni Egyetem Konzervatóriumának magánének és hangképzés tanára. 1985–1990 között a Debreceni Kodály Kórus hangképzés tanára volt.

## Tevékenysége
Hét éven keresztül a Magyar Állami Operaházban énekelt. Tanára volt a Debreceni Egyetem Konzervatóriumának, a Kodály Zoltán Zeneművészeti Szakközépiskolának. Hangképzést tanított a Debreceni Kodály Kórusnál, vezető énektanára volt az Ady Endre Gimnázium dráma tagozatának. Oktatott magánéneket, beszédgyakorlatot, színpadi játékot, kamaraéneket és hangképzést.

## Főbb szerepei

### Operák
- Bartók: A kékszakállú herceg vára – Kékszakállú
- Delibes: Lakmé – Nilakanta
- Donizetti:
  - Lammermoori Lucia – Lord Ashton
  - Szerelmi bájital – Belcore
- Erkel:
  - Bánk bán – Tiborc, II. Endre
  - Hunyadi László – Gara nádor, Cillei Ulrik
- Gounod: Faust – Valentin
- Kodály: Székely fonó – A kérő
- Leoncavallo: Bajazzók – Tonio, Silvio
- Mascagni: Parasztbecsület – Alfio
- Menotti: A telefon – Ben
- Mozart:
  - Figaro házassága – Figaro
  - A varázsfuvola – Papageno
- Muszorgszkij: Borisz Godunov – Scselkalov
- Nicolai: A windsori víg nők – Fluth
- Petrovics: C’est la guerre – Férj
- Puccini:
  - Bohémélet – Marcel
  - Pillangókisasszony – Sharpless konzul
  - Tosca – Sekrestyés
- Rossini: A sevillai borbély – Bartolo
- Verdi:
  - A végzet hatalma – Don Carlos
  - Attila – Ezio
  - Don Carlos – Posa márki
  - Nabucco – Címszerep
  - Traviata – Germont
- Wagner: A Rajna kincse – Donner

### Operettek
- Kacsóh Pongrác: János vitéz – Bagó
- Ifj. Johann Strauss
  - A denevér – Falke
  - A cigánybáró – Zsupán, Carnero
- Lehár Ferenc: A víg özvegy – Nagykövet

### Oratóriumok és kantáták
- Johann Sebastian Bach:
  - János-passió, BWV 245
  - h-moll mise, BWV 232
  - 56. kantáta – „Ich will den Kreuzstab gerne tragen”
  - 212., „Parasztkantáta” („Mer han en neue Oberkeet”)
  - 117. kantáta – „Sei Lob und Ehr' dem höchsten Gut”, BWV 117
- Ludwig van Beethoven:
  - C-dúr mise
  - 9. szimfónia
- Kodály Zoltán: Missa Brevis
- Liszt Ferenc:
  - Hungaria Cantata
  - Férfikari mise
- Giovanni Paisiello: A zenemester
- Franz Schubert: G-dúr mise
- Robert Schumann: Az Éden és a Péri
- Szokolay Sándor: Kantáta a gályarabok emlékére
- Antonio Vivaldi: Juditha Triumphans

### Dalciklusok
- Johannes Brahms: Négy komoly ének
- Gustav Mahler: Egy vándorlegény dalai
- Robert Schumann: A költő szerelme
- Franz Schubert: A szép molnárlány